# Lintonium vibex
Lintonium vibex är en plattmaskart. Lintonium vibex ingår i släktet Lintonium och familjen Fellodistomatidae. Inga underarter finns listade i Catalogue of Life.